# Монтисело (Флорида)
Монтисело (енгл. Monticello) град је у америчкој савезној држави Флорида. По попису становништва из 2010. у њему је живело 2.506 становника.

## Демографија
Према попису становништва из 2010. у граду је живело 2.506 становника, што је 27 (1,1%) становника мање него 2000. године.
| Група             | 2000.         | 2010.         |
| Белци             | 1.175 (46,4%) | 1.058 (42,2%) |
| Афроамериканци    | 1.288 (50,8%) | 1.359 (54,2%) |
| Азијати           | 15 (0,6%)     | 17 (0,7%)     |
| Хиспаноамериканци | 33 (1,3%)     | 53 (2,1%)     |
| Укупно            | 2.533         | 2.506         |